# جون هيلرمان
جون هيلرمان (بالإنجليزية: John Hillerman)‏ (ولد في 20 ديسمبر 1932 - 9 نوفمبر 2017) هو ممثل أمريكي، من أشهر أدواره دوره في المسلسل التلفزيوني ماجنوم بي آي Magnum, P.I..

## روابط خارجية
- جون هيلرمان على موقع IMDb (الإنجليزية)
- جون هيلرمان على موقع روتن توميتوز (الإنجليزية)
- جون هيلرمان على موقع ألو سيني (الفرنسية)
- جون هيلرمان على موقع تيرنر كلاسيك موفيز (الإنجليزية)
- جون هيلرمان على موقع أول موفي (الإنجليزية)
- جون هيلرمان على موقع قاعدة بيانات برودواي على الإنترنت (الإنجليزية)
- جون هيلرمان على موقع قاعدة بيانات الأفلام السويدية (السويدية)
- جون هيلرمان على موقع إن إن دي بي (الإنجليزية)
- جون هيلرمان على موقع ديسكوغز (الإنجليزية)
- جون هيلرمان على موقع قاعدة بيانات الفيلم (الإنجليزية)